# The Empire Strikes First
The Empire Strikes First es el decimotercer álbum del grupo Bad Religion lanzado el 8 de junio de 2004 por Epitaph. El primer sencillo del álbum, "Los Angeles Is Burning", llegó al puesto #40 en el ranking de Modern Rock Tracks. El álbum debutó en el #40 en el Billboard 200 de 2004.

## Lista de canciones
| N.º | Título                                  | Escritor(es)                                 | Duración |  |
| 1.  | «Overture»                              | Gurewitz                                     | 1:09     |  |
| 2.  | «Sinister Rouge»                        | Graffin                                      | 1:53     |  |
| 3.  | «Social Suicide»                        | Graffin                                      | 1:35     |  |
| 4.  | «Atheist Peace»                         | Graffin                                      | 1:57     |  |
| 5.  | «All There Is»                          | Gurewitz                                     | 2:57     |  |
| 6.  | «Los Angeles Is Burning»                | Gurewitz                                     | 3:23     |  |
| 7.  | «Let Them Eat War»                      | Gurewitz, Francis, Wackerman, Baker, Bentley | 2:57     |  |
| 8.  | «God's Love»                            | Graffin                                      | 2:32     |  |
| 9.  | «To Another Abyss»                      | Graffin                                      | 4:07     |  |
| 10. | «The Quickening»                        | Gurewitz, Wollard, Wackerman                 | 2:19     |  |
| 11. | «The Empire Strikes First»              | Gurewitz, Baker                              | 3:23     |  |
| 12. | «Beyond Electric Dreams»                | Gurewitz, Wollard, Wackerman                 | 4:02     |  |
| 13. | «Boot Stamping On A Human Face Forever» | Gurewitz                                     | 3:49     |  |
| 14. | «Live Again (The Fall Of Man)»          | Graffin                                      | 3:35     |  |

| Japan bonus track |                     |          |  |
| N.º               | Título              | Duración |  |
| 15.               | «The Surface Of Me» | 3:01     |  |

## Créditos
- Greg Graffin - cantante, productor
- Brett Gurewitz - guitarra, productor
- Brian Baker - guitarra
- Greg Hetson - guitarra
- Jay Bentley - bajo
- Brooks Wackerman - batería

- Datos: Q1862957